# Globosita
Genre
Synonymes
- Sphaerella Heding & Panning, 1954[2]

Globosita est un genre d'holothuries (concombres de mer) de la famille des Sclerodactylidae.

## Systématique
Le genre Globosita a été créé en 1958 par le zoologiste français Gustave Cherbonnier (d) (1909-1995) avec pour espèce type Globosita argus.

## Liste des espèces
Selon World Register of Marine Species (12 septembre 2021) :
- Globosita argus (Heding & Panning, 1954)
- Globosita dobsoni (Bell, 1883)
- Globosita elnazae O'Loughlin in O'Loughlin et al., 2014
- Globosita murrea Cherbonnier, 1988